# Leucania franclemonti
Leucania franclemonti là một loài bướm đêm trong họ Noctuidae.